# Charles Quatermaine
Charles Quatermaine (Richmond, Londres; 30 de diciembre de 1877 – Sussex, Inglaterra; agosto de 1958) fue un actor teatral y cinematográfico de nacionalidad británica. 
Trabajó como actor teatral en el circuito de Broadway, en Nueva York. Era el hermano menor del también actor Leon Quartermaine.

## Selección de su filmografía
- The Lady Clare (1919)
- Westward Ho! (1919)
- The Face at the Window (1920)
- A Man of Mayfair (1931)
- Drake of England (1935)